# Andrei Berki
Andrei Berki (n. 7 noiembrie 1952, Mureș, România) este un arcaș român. A concurat la proba individuală masculină la Jocurile Olimpice de vară din 1980, clasându-se pe locul 15.